# Mensageiros de João Batista

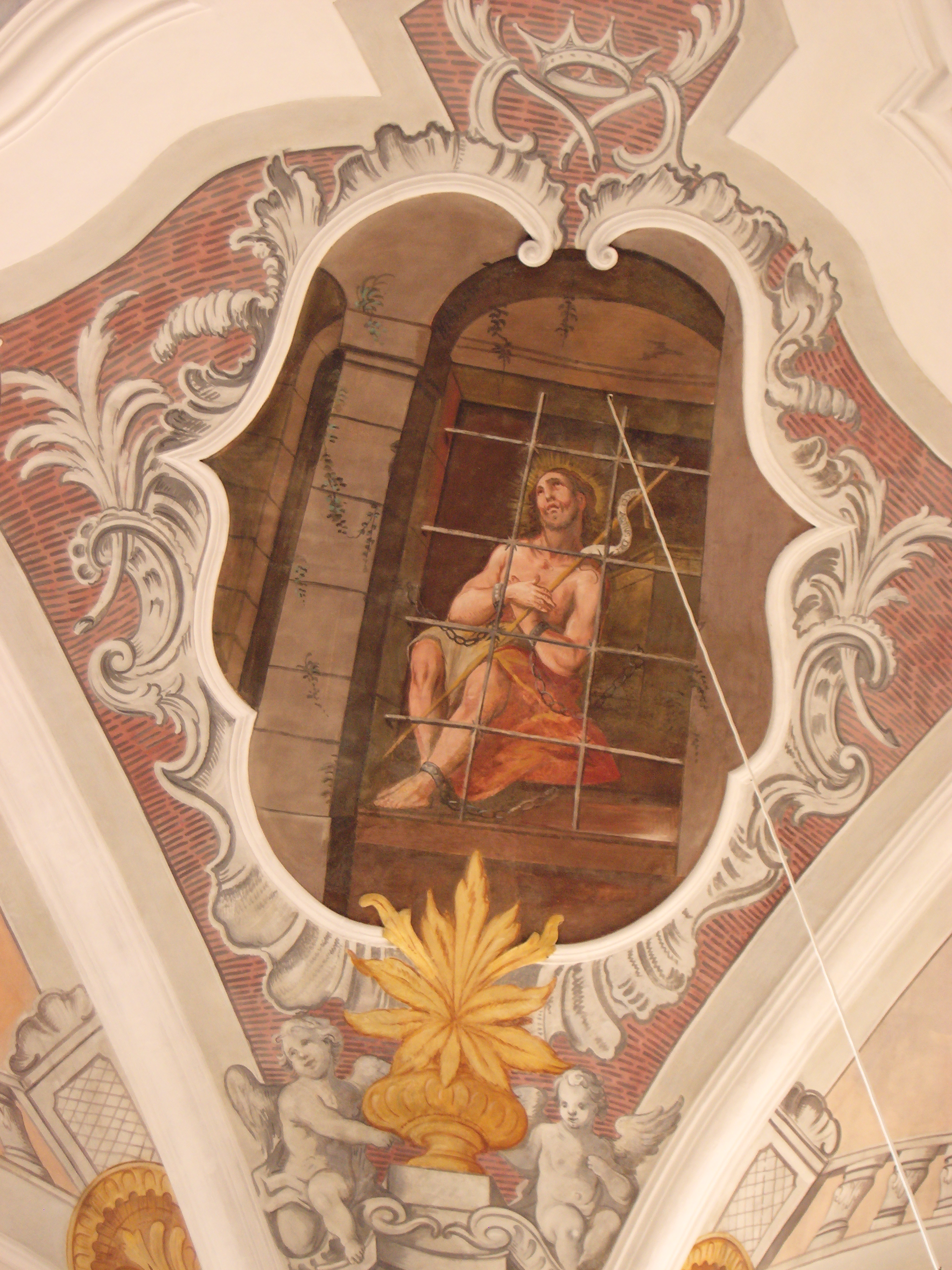
João Batista na prisão.
1749. Afresco na Igreja de São João Batista, em Igling, Alemanha.

Mensageiros de João Batista é um episódio da vida de Jesus que aparece em Mateus 11:2–6 e Lucas 7:19–23.
No Novo Testamento, este episódio acontece após o Batismo de Jesus, quando João Batista já está preso e ouve falar dos milagres de Jesus.

## Narrativa bíblica
De acordo com o Evangelho de Mateus:
| “ | «Como João no cárcere tivesse ouvido falar das obras do Cristo, mandou pelos seus discípulos perguntar-lhe: És tu aquele que há de vir, ou é outro o que devemos esperar? Respondeu-lhes Jesus: Ide contar a João o que estais ouvindo e observando: os cegos vêem, os coxos andam, os leprosos ficam limpos, os surdos ouvem, os mortos são ressuscitados, aos pobres anuncia-se-lhes o Evangelho; e bem-aventurado aquele que não achar em mim motivo de tropeço.» (Mateus 11:2–6) | ” |

Logo depois deste episódio, Jesus começa a falar para a multidão sobre João Batista.